# Центр штату Мінас-Жерайс (мезорегіон)
Центр штату Мінас-Жерайс (порт. Mesorregião Central Mineira) — адміністративно-статистичний мезорегіон в Бразилії, входить в штат Мінас-Жерайс. Населення становить 405 143 чоловік на 2006 рік. Займає площу 31 751,901 км². Густота населення — 12,8 чол./км².

## Склад мезорегіону
В мезорегіон входять наступні мікрорегіони:
1. Бон-Деспашу
2. Курвелу
3. Трес-Маріас

| Бразилія | Це незавершена стаття з географії Бразилії. Ви можете допомогти проєкту, виправивши або дописавши її. |